# Черногаев, Сергей Евгеньевич
Серге́й Евге́ньевич Чернога́ев (20 марта 1983) — российский футболист, защитник.

## Карьера
Воспитанник московского «Торпедо». Сначала выступал за «Торпедо-2» во втором дивизионе, затем играл за дублирующий состав в турнире дублёров. В высшем дивизионе дебютировал 30 июня 2001 года в матче 15-го тура против «Сатурна», выйдя на 74-й минуте вместо Константина Зырянова. Всего за «Торпедо» в чемпионате России сыграл 29 матчей, 3 матча провёл в Кубке и два в Кубке Премьер-лиги. В 2003 году был отдан в аренду в «Волгарь-Газпром», в 2005 в «Шинник». С 2008 по 2011 год по одному сезону провёл в клубах «Луч-Энергия», МВД России, петербургском «Динамо» и «Салюте». В 2011 году выступал за «Калугу». С 2012 по 2014 год выступал за ФК «Троицк» из одноимённого города. Также играл за московскую команду «Летний дождик», в 2019 году — главный тренер команды.
На юношеском чемпионате Европы 2000 года в Израиле провёл все 4 матча. Вызывался в молодёжную сборную России; в 2005 году в стыковом матче против Дании был удалён с поля за грубый подкат.